# Rajd Festiwalu Polskiej Piosenki 1993
Rajd Festiwalu Polskiej Piosenki 1993 – 24. edycja Rajdu Festiwalu Polskiej Piosenki. Był to rajd samochodowy rozgrywany od 26 do 27 czerwca 1993 roku. Była to piąta runda Rajdowych Samochodowych Mistrzostw Polski w roku 1993. Rajd składał się z piętnastu odcinków specjalnych.

## Wyniki końcowe rajdu[1]
| Miejsce | Kierowca            | Pilot              | Samochód                  | Czas  | Strata | Grupa Klasa |
| ------- | ------------------- | ------------------ | ------------------------- | ----- | ------ | ----------- |
| 1       | Marek Gieruszczak   | Marek Skrobot      | Toyota Celica GT-4        | 51:52 | -      | A10         |
| 2       | Robert Herba        | Artur Skorupa      | Nissan Sunny GTI-R        | 56:17 | +4:25  | N5          |
| 3       | Romuald Chałas      | Zbigniew Atłowski  | Mazda 323 4WD             | 56:28 | +4:36  | A10         |
| 4       | Piotr Kufrej        | Maciej Hołuj       | Nissan Sunny GTI-R        | 57:12 | +5:20  | N5          |
| 5       | Bogdan Herink       | Barbara Stępkowska | Renault Clio 16V          | 57:22 | +5:30  | A10         |
| 6       | Wiesław Stec        | Jerzy Bigos        | Mitsubishi Galant VR-4    | 57:24 | +5:32  | N5          |
| 7       | Krzysztof Hołowczyc | Robert Burchard    | Toyota Celica GT-4        | 58:01 | +6:09  | N5          |
| 8       | Saulius Girdauskas  | Saulius Girdauskas | Lada Samara 2108          | 58:24 | +6:32  | A8          |
| 9       | Waldemar Doskocz    | Jarosław Baran     | Peugeot 309 GTI           | 58:48 | +6:56  | A10         |
| 10      | Marek Sadowski      | Jakub Mroczkowski  | Lancia Delta HF Integrale | 59:26 | +7:34  | N5          |